# Il est là
«Il est là» —[ il ɛ la ]; en español: «Él está aquí»— es una canción compuesta por Simone Vallauris e interpretada en francés por Dany Dauberson. Fue elegida para representar a Francia en el Festival de la Canción de Eurovisión de 1956 mediante la elección interna de RTF.
La canción fue grabada más tarde por la cantante francesa Paule Desjardins.

## Festival de la Canción de Eurovisión 1956
Esta canción fue la segunda representación francesa en el Festival de Eurovisión 1956 (las reglas de esta edición del festival permitían dos canciones por país), siendo la primera «Le temps perdu». La orquesta fue dirigida por Franck Pourcel.
La canción fue interpretada 12.ª en la noche del 24 de mayo de 1956 por Dany Dauberson, precedida por Alemania con Freddy Quinn interpretando «So geht das jede Nacht» y seguida por Luxemburgo con Michèle Arnaud interpretando «Les amants de minuit». Los resultados de las votaciones del festival nunca fueron revelados y solo se anunció la canción ganadora, por lo que se desconoce en qué puesto quedó la canción.
Fue sucedida como representación francesa en el Festival de 1957 por Paule Desjardins con «La belle amour».

## Letra
La canción es del estilo chanson. En esta, la intérprete cuenta sobre las dificultades en olvidar a su examante, cantando que no puede cambiar su vida porque «ahí está él» y «siempre estará ahí».

## Historial de lanzamiento
| Región  | Fecha | Formato                | Discográfica    | Ref.   |
| ------- | ----- | ---------------------- | --------------- | ------ |
| Francia | 1956  | Disco de vinilo 7", EP | Polydor Records | [ 4 ]  |
| España  | 1956  | Disco de vinilo 7", EP | Polydor Records | [ 11 ] |